# Bowerbank (Maine)
Bowerbank ist eine Town im Piscataquis County des Bundesstaates Maine in den Vereinigten Staaten. Im Jahr 2020 hatte es 136 Einwohner in 362 Haushalten.

## Geographie
Nach dem United States Census Bureau hat Bowerbank eine Gesamtfläche von 122,69 km², von der 108,52 km² Land sind und 14,17 km² aus Gewässern bestehen.

### Geographische Lage
Bowerbank liegt im Süden des Piscataquis Countys und nördlich des Sebec Lakes, der zumeist die südliche Grenze der Town bildet. Es befinden sich weitere Seen auf dem Gebiet, zentral liegen der First Buttermilk Pond, der Burden Pond und der Buttermilk Pond. Im Norden der Big Benson Pond und der Benson Pond sowie weitere kleinere Seen. Die Oberfläche ist leicht hügelig und die höchste Erhebung ist der zentral gelegene, 221 m hohe Levensaller Hill.

### Nachbargemeinden
Alle Entfernungen sind als Luftlinien zwischen den offiziellen Koordinaten der Orte aus der Volkszählung 2010 angegeben.
- Norden: Northeast Piscataquis, Unorganized Territory, 76,5 km
  - welches an dieser Stelle die Appalachian Mountain Club 100 Mile Wilderness Conservation Area bildet
- Osten: Northeast Piscataquis, Unorganized Territory, 76,5 km
- Südosten: Sebec, 13,5 km
- Süden: Dover-Foxcroft, 16,1 km
- Südwesten: Guilford, 14,9 km
- Westen: Willimantic, 11,2 km

### Stadtgliederung
In Bowerbank gibt es drei Siedlungsgebiete: Benson, Bowerbank und Moores Camp.

### Klima
Die mittlere Durchschnittstemperatur in Bowerbank liegt zwischen −11,1 °C (12 °F) im Januar und 19,4 °C (67 °F) im Juli. Damit ist der Ort gegenüber dem langjährigen Mittel der USA um etwa 9 Grad kühler. Die Schneefälle zwischen Oktober und Mai liegen mit bis zu zweieinhalb Metern mehr als doppelt so hoch wie die mittlere Schneehöhe in den USA; die tägliche Sonnenscheindauer liegt am unteren Rand des Wertespektrums der USA.

## Geschichte
Bowerbank wurde am 4. März 1839 als Town organisiert. Diesen Status verlor Bowerbank am 16. Februar 1889. Zu dieser Zeit war Bowerbank als Plantation organisiert, was im Jahr 1895 bestätigt wurde. Am 28. Februar 1907 wurde es erneut als Town organisiert. Ursprünglich wurde das Gebiet als Township No. 7, Eight Range North of Waldo Patent (T7 R8 NWP) vermessen.
Im Jahr 1818 wurde ein Teil von Foxcroft, heute Dover-Foxcroft, hinzugenommen und im Jahr 1927 ein Teil des Gebietes von Sebec.
Benannt wurde die Town nach einem Londoner Geschäftsmann namens Bowerbank, der der erste Eigentümer des Townships war. Als erster Siedler ließ sich ein Mr. Robinson im Jahr 1825 nieder, der ein Haus und einen Stall errichtete. Weitere Siedler folgten. Das Village Bowerbank lieg im Süden des Gebietes am Sebec Lake. Durch die Bahnstrecke Brookport–Mattawamkeag der Canadian Pacific Railway wurde der nördliche Teil der Town erschlossen, mit Benson und Moores Camp gab es auch zwei Bahnhöfe. Am 20. Dezember 1919 kam es zum schweren Eisenbahnunfall von Benson, bei dem 23 Menschen beim Zusammenstoß zweier Züge starben. Die Bahnstrecke wird heute durch die Central Maine and Quebec Railway im Güterverkehr genutzt.
Heute gehört Bowerbank zur Three Rivers Community Alliance, einem losen Gemeindeverbund mit Sitz in Milo.

### Einwohnerentwicklung
| Volkszählungsergebnisse – Town of Bowerbank, Maine | Volkszählungsergebnisse – Town of Bowerbank, Maine | Volkszählungsergebnisse – Town of Bowerbank, Maine | Volkszählungsergebnisse – Town of Bowerbank, Maine | Volkszählungsergebnisse – Town of Bowerbank, Maine | Volkszählungsergebnisse – Town of Bowerbank, Maine | Volkszählungsergebnisse – Town of Bowerbank, Maine | Volkszählungsergebnisse – Town of Bowerbank, Maine | Volkszählungsergebnisse – Town of Bowerbank, Maine | Volkszählungsergebnisse – Town of Bowerbank, Maine | Volkszählungsergebnisse – Town of Bowerbank, Maine |
| Jahr                                               | 1800                                               | 1810                                               | 1820                                               | 1830                                               | 1840                                               | 1850                                               | 1860                                               | 1870                                               | 1880                                               | 1890                                               |
| -------------------------------------------------- | -------------------------------------------------- | -------------------------------------------------- | -------------------------------------------------- | -------------------------------------------------- | -------------------------------------------------- | -------------------------------------------------- | -------------------------------------------------- | -------------------------------------------------- | -------------------------------------------------- | -------------------------------------------------- |
| Einwohner                                          |                                                    |                                                    |                                                    | 49                                                 | 165                                                | 173                                                | 101                                                | 83                                                 | 86                                                 | 87                                                 |
| Jahr                                               | 1900                                               | 1910                                               | 1920                                               | 1930                                               | 1940                                               | 1950                                               | 1960                                               | 1970                                               | 1980                                               | 1990                                               |
| Einwohner                                          | 66                                                 | 76                                                 | 41                                                 | 43                                                 | 49                                                 | 20                                                 | 17                                                 | 29                                                 | 27                                                 | 72                                                 |
| Jahr                                               | 2000                                               | 2010                                               | 2020                                               | 2030                                               | 2040                                               | 2050                                               | 2060                                               | 2070                                               | 2080                                               | 2090                                               |
| Einwohner                                          | 123                                                | 116                                                | 136                                                |                                                    |                                                    |                                                    |                                                    |                                                    |                                                    |                                                    |

## Wirtschaft und Infrastruktur

### Verkehr
Es führen keine Straßen des Bundesstaates Maine durch das Gebiet oder an das Gebiet von Bowerbank heran.

### Öffentliche Einrichtungen
In Bowerbank gibt es keine medizinischen Einrichtungen oder Krankenhäuser. Nächstgelegene Einrichtungen für die Bewohner von Bowerbank befinden sich in Dover-Foxcroft.
Bowerbank besitzt keine eigene Bücherei, die nächstgelegenen befinden sich in Guilford, Brownville und Dover-Foxcroft.

### Bildung
Bowerbank gehört mit den anderen Gemeinden der Three Rivers Community: Bowerbank, Brownville, LaGrange, Lake View, Medford, Milo und Sebec sowie dem Township Atkinson zum MSAD 41.
Im Schulbezirk werden mehrere Schulen angeboten:
- Brownville Elementary School in Brownville, mit den Schulklassen 3 und 4
- Milo Elementary School in Milo, mit den Schulklassen Pre-Kindergarten bis 2
- Penquis Valley Middle School in Milo, mit den Schulklassen 5 bis 8
- Penquis Valley High School in Milo, mit den Schulklassen 9 bis 12